# Barham Salih
Barham Ahmed Salih (en kurdo: بەرھەم ئەحمەد ساڵح; en árabe: برهم أحمد صالح‎; Solimania, 12 de septiembre de 1960) es un político kurdo iraquí, que se desempeñó como Presidente de la República de Irak de 2018 a 2022.

## Biografía

### Primeros años y familia
Nació en 1960 en la ciudad de Solimania. Fue arrestado en 1979 por el régimen de Sadam Huseín dos veces por cargos de participación en el movimiento nacional kurdo al tomar algunas fotos de manifestantes en la ciudad de Solimania y pasó 43 días detenido en una prisión de la Comisión de Investigación Especial en Kirkuk, donde fue torturado. Una vez liberado, terminó la escuela secundaria y emigró al Reino Unido.
Está casado con Sarbagh Salih, jefa y miembro fundador de la Fundación Botánica Kurda y activista por los derechos de las mujeres. El matrimonio tiene dos hijos.

### Carrera política

#### Primer ministro del Gobierno Regional del Kurdistán
Encabezó la Lista de Kurdistán en las elecciones legislativas del Kurdistán iraquí en 2009. La lista obtuvo 59 de 111 escaños. Sucedió a Nechirvan Barzani como primer ministro del Gobierno Regional del Kurdistán. Su período estuvo marcado por un tiempo de turbulencia con el surgimiento de una oposición (Movimiento para el Cambio) para desafiar al gobierno mientras su propio partido luchaba por permanecer unido después de perder la ciudad fortaleza de Solimania. Sobrevivió a la primera moción de censura tras una serie de protestas en 2011. Firmó el primer contrato importante de petróleo con Exxon Mobil después de redactar y enmendar una nueva ley del petróleo. Renunció al cargo de primer ministro el 5 de abril de 2012 como parte de un acuerdo político entre la coalición gobernante entre la Unión Patriótica del Kurdistán (PUK) y el Partido Demócrata del Kurdistán (KDP). Fue sucedido por Nechirvan Barzani.
En septiembre de 2017, anunció que abandonaba el PUK y formaba un nuevo partido de la oposición, la Coalición para la Democracia y la Justicia, para competir en las próximas elecciones del Kurdistán iraquí. Tras la muerte del líder del PUK Jalal Talabani y del líder opositor kurdo Nawshirwan Mustafa, se vio que la alianza tenía el potencial de cambiar el panorama político kurdo.

#### Presidente de Irak
El 2 de octubre del 2018, fue elegido como octavo presidente de Irak. Recibió 219 votos, derrotando a Fuad Hussein, quien obtuvo 22 votos.